# Јуја Осако
Јуја Осако (јап. 大迫 勇也; Кагошима, 18. мај 1990) је јапански фудбалер који игра на позицији нападача. Тренутно насутпа за Вердер Бремен и репрезентацију Јапана.
У каријери је играо за Кашима Антлерс, Минхен 1860 и Келн.
За јапанску репрезентацију игра од 2013. године. Са репрезентацијом Осако је играо на Светском првенству 2014.
На Светском првенству 2018. године, Осако је постигао гол у првом колу против Колумбије. Јапан је победио ту утакмицу са 2:1.

## Статистика
| Јапан  | Јапан | Јапан |
| Год.   | Ута.  | Гол.  |
| ------ | ----- | ----- |
| 2013   | 6     | 3     |
| 2014   | 6     | 0     |
| 2015   | 3     | 0     |
| 2016   | 2     | 2     |
| 2017   | 8     | 2     |
| 2018   | 12    | 3     |
| 2019   | 8     | 5     |
| 2020   | 1     | 0     |
| 2021   | 2     | 3     |
| Укупно | 48    | 18    |